# Temporada 2024 del Campeonato de España de Resistencia
La Temporada 2024 del Campeonato de España de Resistencia fue la decimoctava edición de este campeonato organizado por VLine. Esta temporada el CER se reduce reglamentariamente a 2 carreras, tras indicarles la RFEDA que no usaran ese nombre para las carreras de menos de 2 horas de duración, así que el resto de carreras adoptan la denominación de Campeonato de España de Turismos. Tras los problemas de abastecimiento de Hankook sufridos por el certamen durante 2023, Pirelli pasa a ser el nuevo suministrador único de los campeonatos. 

## Novedades
- Pasan a admitirse GTs (introduciéndose una Clase para ellos) y GT4 (que puntúan en la Clase 1).
- Para la segunda carrera de la temporada del CER, solo se puede clasificar y puntuar si se ha participado en la primera carrera.

## Escuderías y pilotos
| Escudería          | Coche                        | N.º | Pilotos            | Pilotos             | Rondas |
| GT                 | GT                           | GT  | GT                 | GT                  | GT     |
| ------------------ | ---------------------------- | --- | ------------------ | ------------------- | ------ |
| Escudería Faraón   | Porsche 992 GT3 Cup          | 100 | Pablo Bras         |                     | 1      |
| Escudería Faraón   | Porsche 992 GT3 Cup          | 100 | Pablo Bras         | Fernando González   | 2      |
| Escudería Faraón   | Porsche 992 GT3 Cup          | 112 | Pedro M. Lourinho  | Miguel Gómez        | Todas  |
| Baporo Motorsport  | Porsche 992 Cup              | 113 | Joan Vinyes        | Jaume Font          | Todas  |
| Escudería Faraón   | Ferrari 488 Challenge Evo    | 118 | Álvaro Fontes      | Pedro M. Silvero    | 1      |
| GT Corse           | Porsche 992 GT3 Cup          | 122 | Alejandro Barambio | Borja García        | Todas  |
| Escudería Faraón   | Renault RS01                 | 123 | Agustín Sanabria   | Francesc Gutiérrez  | 1      |
| Veloso Motorsport  | Porsche 991-1 GT3 Cup        | 191 | Jean-Roch Piat     | Jean-Roch Piat      | 1      |
| Spabiz Racing Team | Porsche 992 GT3 Cup          | 415 | Jeremy Faligand    | Victor Bernier      | 1      |
| GT4 (Clase 1)      |                              |     |                    |                     |        |
| Decken Motorsport  | Porsche 718 GT4 RS Clubsport | 125 | Jordi Fuset        | Lorenzo Mendieta    | Todas  |
| Chefo Sport        | Ligier JS2R                  | 133 | Pere Marques       | Ángel Santos        | 2      |
| Chefo Sport        | Ligier JS2R                  | 165 | Pere Marques       | Jose Antonio Gómez  | 1      |
| Clase 2 - D1       |                              |     |                    |                     |        |
| Lurauto KK         | BMW M2 CS Racing             | 15  | Asi Goros          | Luís Chillida       | 1      |
| Lurauto KK         | BMW M2 CS Racing             | 15  | Asi Goros          | Sacha Hebrard       | 2      |
| Skualo Competición | Ginetta G50 GT4              | 81  | Juan Carlos Arias  | Juan Carlos Arias   | 1      |
| Clase 3 - D3       |                              |     |                    |                     |        |
| Balbor Motorsport  | Renault Clio Cup IV          | 9   | José Luis Albors   | Germán López Balboa | Todas  |
| CD Plemar Sport    | Renault Clio Cup IV          | 18  | Jose Luís López    | Álvaro Rodríguez    | Todas  |
| Team VRT           | Renault Clio Cup IV          | 40  | José Palomar       | José Palomar        | Todas  |
| Team VRT           | Renault Clio Cup IV          | 45  | Josep Borrell      | Josep Borrell       | Todas  |
| Team VRT           | Renault Clio Cup IV          | 56  | Javier Cicuéndez   |                     | 1      |
| Team VRT           | Renault Clio Cup IV          | 66  | Javier Cicuéndez   | Laurent Puitgmal    | 2      |
| Clase 3 - D4       |                              |     |                    |                     |        |
| Chefo Sport        | Renault Clio Cup V           | 41  | Alejandro Iribas   | Alejandro Iribas    | Todas  |
| Alpha Racing       | Mazda MX5 ND1                | 82  | Hector Palacios    | Hector Palacios     | 1      |

## Calendario
| Ronda | Duración carreras (+1 v.) | Circuito             | Fecha              |
| ----- | ------------------------- | -------------------- | ------------------ |
| 1     | 2h                        | Circuito del Jarama  | 11-12 de mayo      |
| 2     | 2h                        | Circuito de Cataluña | 23-24 de noviembre |

## Clasificaciones
| Pos                           | Pilotos               | Pilotos                  | JAR | CAT | Pts  |    |
| GT                            | GT                    | GT                       | GT  | GT  | GT   | GT |
| ----------------------------- | --------------------- | ------------------------ | --- | --- | ---- | -- |
| 1                             | Joan Vinyes           | Jaume Font               | 1   | 2   | 100  |    |
| =                             | Alejandro Barambio    | Borja García             | 2   | 1   | 100  |    |
| 3                             | Pablo Bras            | Pablo Bras               | Ret | 3   | 44   |    |
| 4                             | Jeremy Faligand       | Victor Bernier           | 5   |     | 44   |    |
| 5                             | Pedro M. Lourinho     | Miguel Gómez             | Ret | 6   | 36   |    |
| 6                             | Álvaro Fontes         | Pedro M. Silvero         | 12† |     | 36   |    |
|                               | Jean-Roch Piat        | Jean-Roch Piat           | Ret | WD  |      |    |
|                               | Agustín Sanabria      | Francesc Gutiérrez       | Ret |     |      |    |
| Pilotos no aptos para puntuar |                       |                          |     |     |      |    |
|                               | Fernando González     | Fernando González        |     | 3   |      |    |
| Clase 1 (GT4)                 |                       |                          |     |     |      |    |
| 1                             | Jordi Fuset           | Lorenzo Mendieta         | 3   | 5   | 60   |    |
| 2                             | Pere Marques          | Pere Marques             | 4   | 4   | 60   |    |
| 3                             | José Antonio Gómez    | José Antonio Gómez       | 4   |     | 28,8 |    |
| Pilotos no aptos para puntuar |                       |                          |     |     |      |    |
|                               | Ángel Santos          | Ángel Santos             |     | 4   |      |    |
| Clase 2                       |                       |                          |     |     |      |    |
| 1                             | Asi Goros             | Asi Goros                | Ret | 9   | 26   |    |
|                               | Juan Carlos Arias     | Juan Carlos Arias        | Ret |     |      |    |
|                               | Luis Chillida         | Luis Chillida            | Ret |     |      |    |
| Pilotos no aptos para puntuar |                       |                          |     |     |      |    |
|                               | Sacha Hebrard         | Sacha Hebrard            |     | 9   |      |    |
| Clase 3                       |                       |                          |     |     |      |    |
| 1                             | Javier Cicuéndez (D3) | Javier Cicuéndez (D3)    | 6   | 7   | 104  |    |
| 2                             | José Palomar (D3)     | José Palomar (D3)        | 8   | 8   | 92   |    |
| 3                             | Jose Luís López (D3)  | Álvaro Rodríguez (D3)    | 7   | 11  | 84   |    |
| 4                             | Alejandro Iribas (D4) | Alejandro Iribas (D4)    | 11  | 10  | 72   |    |
| 5                             | Josep Borrell (D3)    | Josep Borrell (D3)       | 9   | 13† | 68   |    |
| 6                             | Hector Palacios (D4)  | Hector Palacios (D4)     | 10  |     | 32   |    |
| 7                             | José Luis Albors (D3) | Germán López Balboa (D3) | Ret | 12  | 32   |    |
| Pilotos no aptos para puntuar |                       |                          |     |     |      |    |
|                               | Laurent Puitgmal (D3) | Laurent Puitgmal (D3)    |     | 7   |      |    |
| Pos                           | Piloto                | Piloto                   | JAR | CAT | Pts  |    |